# Син с малой персидской цифрой 4 сверху
ݽ (син с малой персидской цифрой 4 сверху) — дополнительная буква арабского алфавита, используемая в языке бурушаски на основе арабской письменности. Образован от буквы син (س) путём добавления уменьшенной персидской цифры 4 (۴) над ним.

## Использование
Син с малой персидской цифрой 4 сверху — двадцать пятая буква арабского алфавита языка-изолята бурушаски где обозначает глухой ретрофлексный сибилянт [ʂ].

### Формы
Стоящий в начале слова ݽ обозначается как ݽـ; стоящий в середине — ـݽـ и в конце — ـݽ.